# Pieve Tesino
Pieve Tesino (deutsch veraltet: Tesin) ist eine Trentiner Gemeinde in der Region Trentino-Südtirol mit 668 Einwohnern (Stand 31. Dezember 2024).

## Geografie
Der Ort liegt 38 km östlich von Trient im Tesinotal (Bassa Valsugana e Tesino), einem Untertal des Valsugana, an den Flüssen Grigno und Solcena. Er ist Teil der Talgemeinschaft Comunità Valsugana e Tesino und liegt an der Römerstraße Via Claudia Augusta.
Der Hauptort ist unterteilt in vier Unterbezirke (Colmelli genannt): Angara, Broccati, Grotto und Riba.
Zum Gemeindegebiet gehören die Ortsteile
- Pradellano (862 Höhenmeter, liegt 3 km nordwestlich vom Hauptort)
- Malene (liegt 4 km nördlich vom Hauptort)

Angrenzende Gemeinden sind Bieno, Canal San Bovo, Castello-Molina di Fiemme, Castello Tesino, Cavalese, Cinte Tesino, Ospedaletto, Panchià, Scurelle, Castel Ivano, Telve, Tesero, Ziano di Fiemme.

## Geschichte
Erste, 1882 entdeckte, Siedlungen stammen aus der Bronzezeit. Durch die Nähe zu der Römerstraße Via Claudia Augusta entstanden um 50 v. Chr. Siedlungen und Burgen in der Gegend. Hier gehörte der Ort zur Regio X Venetia et Histria (10. Region Venetien und Istrien) der Regioni dell’Italia augustea. Die namensgebende Pieve entstand um das Jahr 125, ist heute aber nicht mehr vorhanden. Seit dem Jahr 750 unterstand der Ort dem Bischof von Feltre.
Pieve war bekannt für seine wandernden Händler, die – zunächst mit Feuersteinen, dann mit Kupferstichen, zumeist von Heiligen – vor allem im ausgehenden 18. Jh. ganz Europa durchzogen und dort zahlreiche Handelsniederlassungen gründeten. Italiens langjähriger Ministerpräsident Alcide De Gasperi wurde 1881 in Pieve Tesino geboren, als das Gebiet noch zu Österreich-Ungarn gehörte.

## Kultur
Am Martedì grasso findet der Carnevale del Tesino statt. Zuerst gehen die Bewohner auf Tyrannenjagd. Am nächsten Tag wird in einem Reenactment der Strafprozess „Processo al Biagio“ gegen den Tyrannen Biagio delle Castellare in der Zeit von 1364 gespielt, der in Castello Tesino zum Abschluss kommt. Der Ausgang ist immer gleich. Nachdem ihm der einzige Verteidigungszeuge nicht helfen konnte, wird er verurteilt und eine Biagio-Puppe hingerichtet. Dem echten Biagio, Statthalter von Francesco da Carrara, der von 1356 bis 1364 mit harter Hand über das Tal herrschte, gelang es nach seinem Sturz jedoch, ungestraft zu entkommen.

## Sehenswürdigkeiten

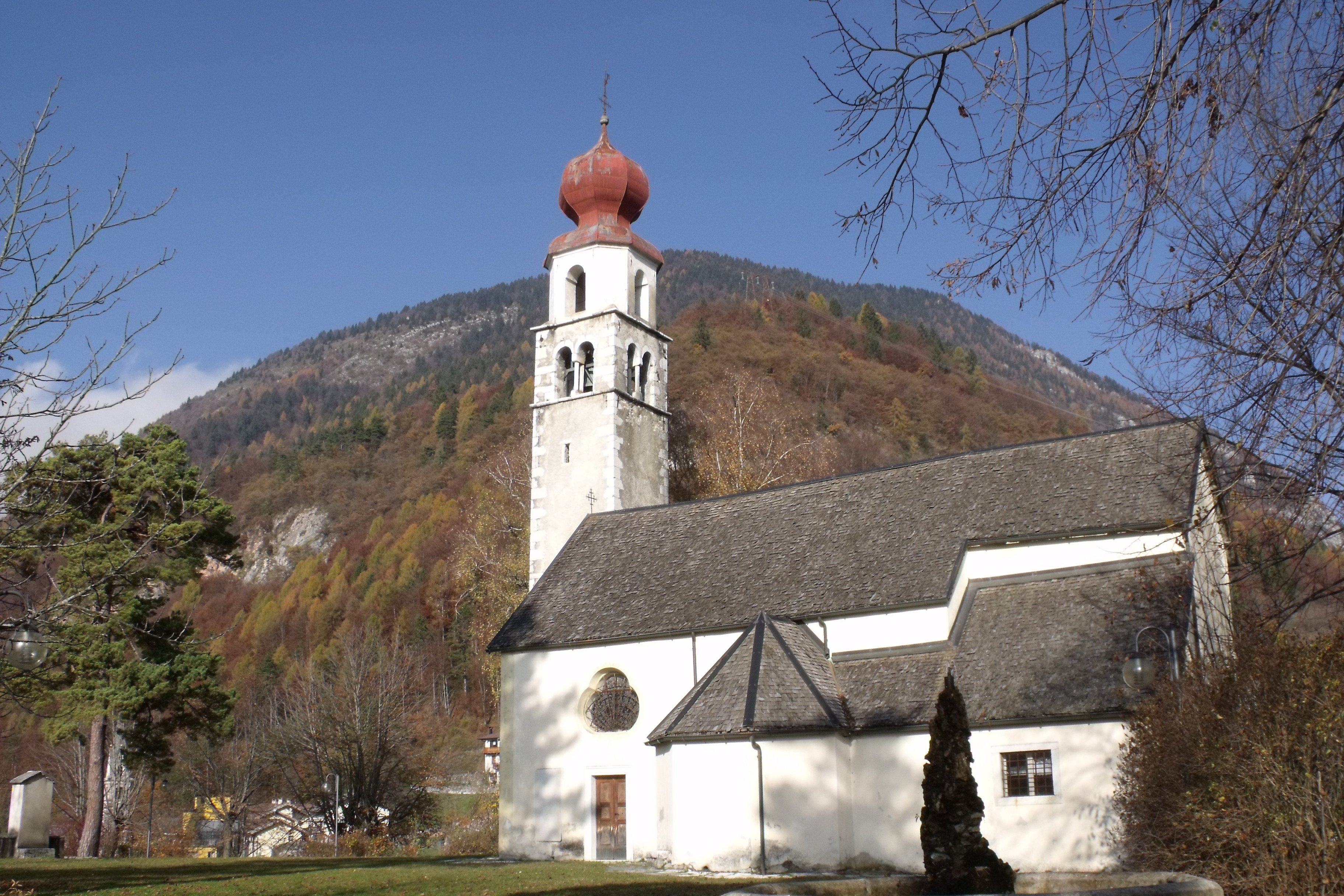
Chiesa dei Ss. Fabiano e Sebastiano auf dem Hügel Colle di San Sebastiano

- Pieve dell’Assunta, 1184 geweihte und 1872 restaurierte Kirche älteren Datums, zeigt auf der Außenseite (Südseite) Fresken aus dem 16. Jahrhundert.
- Pieve di San Sebastiano auf dem Hügel Colle di San Sebastiano, eigentlich Chiesa dei Ss. Fabiano e Sebastiano, 1479 errichtete und 1883 restaurierte Kirche.
- Museo Casa De Gasperi: Der italienische Staat hat sein Geburtshaus, das seit dem 18. August 2006 ein Museum beherbergt, mit dem Europäischen Kulturerbe-Siegel ausgezeichnet. Die Eröffnungsreden zur Einweihung des Museums hielten unter anderem Giulio Andreotti und Carlo Azeglio Ciampi. Das Museum entstand nach dem Vorbild der Museen der Gründungsväter Europas[6] wie Konrad Adenauer (Stiftung Bundeskanzler-Adenauer-Haus in Rhöndorf), Jean Monnet (La maison de Jean Monnet, Houjarray, Ortsteil von Bazoches-sur-Guyonne, Département Yvelines[7]) und Robert Schuman (Europazentrum Robert Schuman in Scy-Chazelles[8]).
- Museo Tesino delle Stampe e dell’Ambulantato, Druckereimuseum, 2014 entstanden[9]
- Villa Daziaro, Haus und Sommerresidenz der Familie Dazario kurz außerhalb des Ortszentrum, wurde 1865 begonnen und zehn Jahre später fertiggestellt[10]
- Arboreto del Tesino, 2002 eröffneter Pflanzenpark in den Colle Danè am Fluss Rio Solcena[11]
- Rifugio Cima d’Asta – Ottone Brentari, Schutzhütte am Berg Cima d’Asta.

## Persönlichkeiten
- Alcide de Gasperi (1881–1954), Staatsmann

## Bilder

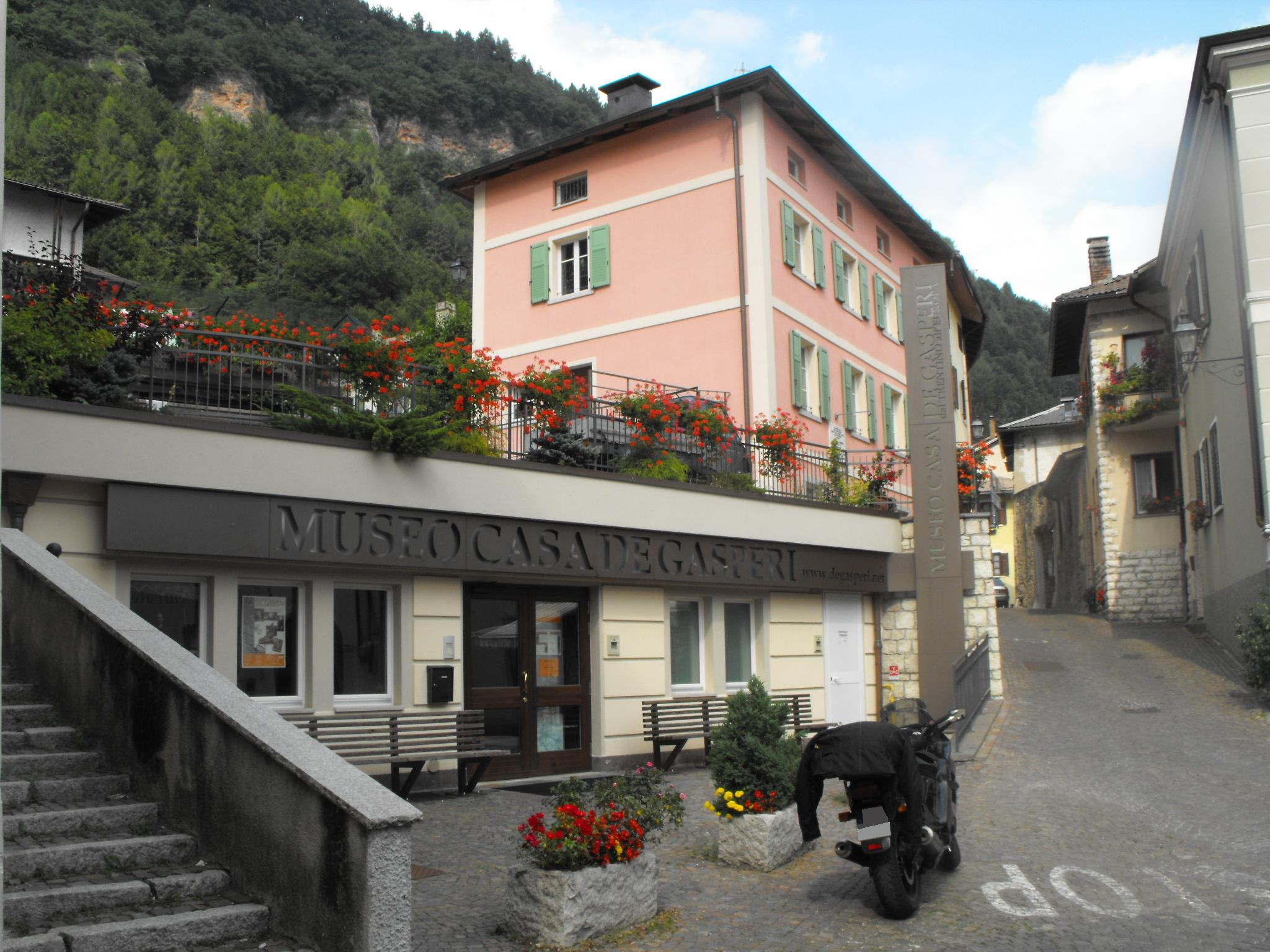
De Gasperi Museum
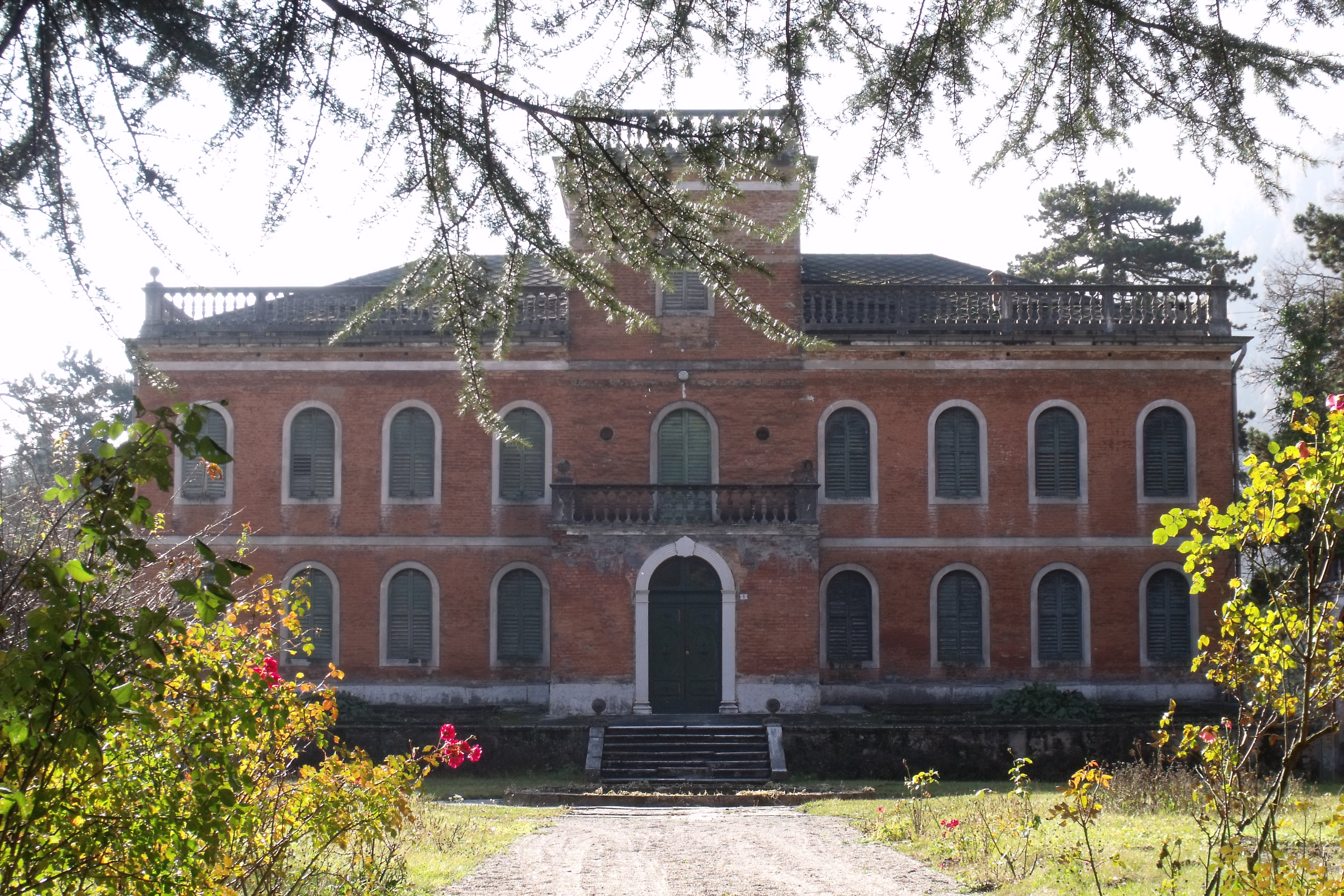
Villa Dazario
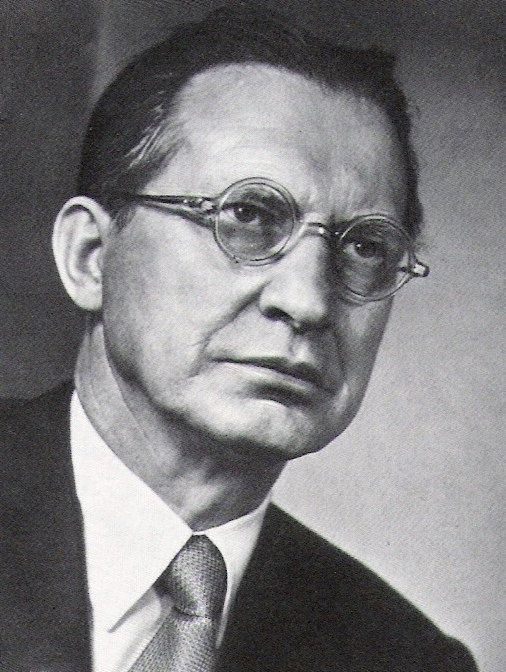
Alcide de Gasperi